# Registrační protokoly
Registrační protokoly agenturních a operativních svazků Státní bezpečnosti (zkráceně Registrační protokoly) jsou záznamy, které vedl statisticko-evidenční odbor Federálního ministerstva vnitra a statisticko-evidenční útvary při krajských zprávách Státní bezpečnosti a jejich předchůdci. Sloužily k podchycení vzniku a pohybu svazkové agendy bývalé StB, tedy souborů dokumentů, shromažďovaných a vedených útvarům StB k určité problematice nebo osobě.
V registračních protokolech byly zaznamenávány všechny osoby nebo objekty kontrarozvědného zájmu Státní bezpečnosti, jsou proto hodnověrným svědectvím o činnosti StB, o její spolupracovnících, ale také o pronásledovaných osobách.

## Vývoj registračních protokolů
Do konce roku 1950 vycházel systém evidencí z německého modelu. Byl propojený na další pomocné evidence, nefungoval tedy samostatně. Od roku 1951 ho upravoval Řád pro vedení evidencí, který vydalo kolegium ministra vnitra. V něm již byl použit sovětský model vedení registrů svazků. K jeho změně přišlo v roce 1954 rozkazem ministra vnitra. Od roku 1954 do roku 1962 byly registrační protokoly svazků agenturní a neagenturní povahy vedeny odděleně. Svazky neagenturní povahy byly totiž do roku 1958 registrovány podle druhu, např.. registrační protokoly svazků skupinových, objektových, evidenčních, osobních apod..
Od roku 1962 (s krátkou přestávkou v letech 1969–1971) se vedl jednotný Obecný registrační protokol, ve kterém byly evidovány všechny operativní svazky chronologicky.
Do roku 1958 se registrační protokoly zachovaly roztříštěně a zlomkové. Systematičtěji se zachovaly od roku 1958.

## Zveřejnění registračních protokolů
Ústav paměti národa zveřejnil na svých internetových stránkách registrační protokoly vedené odbory dislokovanými na území dnešní České republiky, tj. krajskými zprávami StB a jejich předchůdci (od roku 1974 také tzv. 12. zpráva SNB).

## Kategorie vyskytující se v registrech
- Agent StB
- Rezident StB
- Informátor StB
- Důvěrník StB
- Prověřována osoba
- Kandidát tajné spolupráce
- Nepřátelská osoba